# Charles Tupper
Charles Tupper (ur. 2 lipca 1821 w Amherst, zm. 30 października 1915 w Bexleyheath) – premier Kanady z ramienia Partii Konserwatywnej od 1 maja do 8 lipca 1886.

## Życiorys
Urodzony w Amherst (Nowa Szkocja) w Kanadzie, Tupper wybrał się na studia medyczne do Edynburgu w Szkocji. Otrzymawszy dyplom doktora medycyny powrócił do Kanady. Był żonaty z Francis Morse, z którą miał sześcioro dzieci – trzech synów i trzy córki.
Polityką zajął się w 1855 i został premierem Nowej Szkocji w 1864. Brał udział w Konfederacji Kanady. Przez długie lata był ambasadorem Kanady przy rządzie angielskim. W 1896 objął przewodnictwo Partii Konserwatywnej po ustępującym Mackenzie Bowellu. W konsekwencji objął fotel premiera. W czasie swego krótkiego sprawowania urzędu (zaledwie 69 dni) rozwiązał kryzys szkolny w Manitobie, w sposób zgodny z oczekiwaniami swej partii, lecz niezadowalający dla katolików. Konsekwencją tego była przegrana Partii Konserwatywnej w wyborach do ósmego parlamentu i utrata władzy.
Sir Charles Tupper zmarł w Anglii w wieku 94 lat. Został pochowany na St. John’s Cemetry w Halifaksie w Nowej Szkocji.